# 大友親世
大友 親世（おおとも ちかよ）は、南北朝時代・室町時代の武将・守護大名。豊後国大友氏の10代当主。式部家の祖。
応安元年/正平23年（1368年）、父の氏時が死去した後、後を継いだ兄の氏継が南朝方に味方したので、北朝方として同年のうちに当主となった。
応安4年/建徳2年（1371年）、第3代将軍足利義満の命を受けて九州探題として赴任してきた今川貞世（了俊）の九州平定に協力して田原氏能らと共に南朝勢力の排除に努めたが、永和元年/天授元年（1375年）に島津氏久と共に了俊の元に招かれた際、同席した少弐冬資が了俊に暗殺されたため了俊に不信感を抱き（水島の変）、次第に了俊の勢力が拡大してきたことを恐れ、了俊に九州下向以来従っていた吉弘氏輔の弟・氏郷を殺害するなどした上、将軍義満や妻の兄弟大内義弘と共謀して了俊の失脚に一役を買った。
その後も幕府に仕えて功績を挙げ、豊後守護職の他に検非違使や惣追捕使などにも叙任されている。晩年には祖高と号した。
応永25年（1418年）に死去し、後を甥の親著が継いだ。